# Pensare male
Pensare male è un singolo del gruppo musicale italiano The Kolors e della cantante italiana Elodie, pubblicato il 15 marzo 2019 come terzo estratto dal terzo album in studio di Elodie This Is Elodie.
Il brano ha riscosso un grande successo commerciale durante l'estate 2019 ed è stato certificato Disco di platino.
La cover di questo singolo è stata reinterpretata da alcuni ragazzi di alcune edizioni del talent show Amici di Maria De Filippi in vari anni.

## Descrizione
Il brano vede per la prima volta il gruppo collaborare con la cantante Elodie. Stash, frontman del gruppo, in un'intervista rilasciata a Vanity Fair Italia ha raccontato il significato del brano e il lavoro di produzione che ha visto l'intervento di Mara Maionchi:

Il cantante ha inoltre raccontato la scelta di collaborare con Elodie:
Il singolo assomiglia alla cover della canzone Mad world di Gary Jules cantata da Jasmine Thompson.

## Video musicale
Il videoclip del brano, diretto da Attilio Cusani, è stato pubblicato il 27 marzo 2019 sul canale Vevo-YouTube del gruppo.

## Tracce
Testi di Anna Romano, Livio Giovanucci, Davide Petrella, Daniele Mona Antonio Stash FIordispino, musiche di Stash e Daddy’s Groove.
1. Pensare Male – 3:29

## Successo commerciale
In Italia è stato il singolo italiano più trasmesso dalle radio, nonché 5º generale, del 2019.

## Classifiche

### Classifiche settimanali
| Classifica (2019) | Posizione massima |
| ----------------- | ----------------- |
| Italia            | 24                |

### Classifiche di fine anno
| Classifica (2019) | Posizione |
| ----------------- | --------- |
| Italia            | 76        |